# 藤沢奈奈
藤沢 奈奈（ふじさわ なな、1991年6月12日 - ）は宮城県出身の女優。アミューズに所属していた。
2007年に行われた「アミューズ30周年記念オーディション」で選ばれた。

## 来歴
- 2007年9月17日「アミューズ30周年記念オーディション」で応募者65368人の中から選ばれる。
- 2010年3月公開の舞台AMUSE produce「君の席は、僕の席」でデビュー。

## 舞台
- AMUSE produce「君の席は、僕の席」（2010年）

## テレビドラマ
- 怪物くん（日本テレビ）（2010年）